# Arica (kommun)
Arica är en kommun i Chile.   Den ligger i provinsen Provincia de Arica och regionen Región de Arica y Parinacota, i den norra delen av landet, 1 700 km norr om huvudstaden Santiago de Chile.
Trakten runt Arica är ofruktbar med lite eller ingen växtlighet. Runt Arica är det ganska glesbefolkat, med 47 invånare per kvadratkilometer.